# Ivar Böhling
Ivar Theodor Böhling (Inkoo, Uusimaa, 10 de setembre de 1889 - Vyborg, Finlàndia (avui Rússia), 12 de gener de 1929) va ser un lluitador finlandès que va competir a començaments del segle xx.
El 1912 va prendre part en els Jocs Olímpics d'Estocolm, on guanyà la medalla de plata de la categoria del pes semipesant de lluita grecoromana. En la final, contra Anders Ahlgren, i 9 hores de combat els jutges van decidir donar-lo per finalitzat amb empat, sent concedida la medalla de plata als dos lluitadors.
El 1914 va disputar els campionats d'Europa no oficials, on va guanyar l'or en la categoria de pes semipesant. Entre 1916 i 1920 va lluitar com a professional. En el seu palmarès també destaquen quatre campionats finlandesos: en el pes semipesant el 1911 i 1913 i en pes pesant el 1915 i 1916.